# Wspólnota administracyjna Rheinfelden (Baden)
Wspólnota administracyjna Rheinfelden (Baden) – wspólnota administracyjna (niem. Vereinbarte Verwaltungsgemeinschaft) w Niemczech, w kraju związkowym Badenia-Wirtembergia, w rejencji Fryburg, w regionie Hochrhein-Bodensee, w powiecie Lörrach. Siedziba wspólnoty znajduje się w mieście Rheinfelden (Baden), przewodniczącym jej jest Eberhard Niethammer.
Wspólnota zrzesza jedno miasto i jedną gminę:
- Rheinfelden (Baden), miasto, 32 330 mieszkańców, 62,84 km²
- Schwörstadt, 2 407 mieszkańców, 20,08 km²